# Rezerwat przyrody Leoncina
Leoncina – rezerwat przyrody znajdujący się na gruntach wsi Tarnawce, w gminie Krasiczyn, w powiecie przemyskim, w województwie podkarpackim. Jest zlokalizowany w granicach Parku Krajobrazowego Pogórza Przemyskiego, na terenie leśnictwa Prałkowce w Nadleśnictwie Krasiczyn.
- numer według rejestru wojewódzkiego – 76
- powierzchnia – 8,60 ha (akt powołujący podawał 8,67 ha[3])
- dokument powołujący – Dz. Urz. Woj. Podkarpackiego 01.38.641
- rodzaj rezerwatu – florystyczny[1][2]

- typ rezerwatu – florystyczny

- podtyp rezerwatu – krzewów i drzew

- typ ekosystemu – leśny i borowy

- podtyp ekosystemu – lasów górskich i podgórskich

- przedmiot ochrony – naturalne stanowisko kłokoczki południowej[1].

Niemal cały teren rezerwatu zajmuje typowy podzespół grądu Tilio-Carpinetum typicum. Stwierdzono tu występowanie około 80 gatunków roślin naczyniowych, w tym rzadkich i chronionych jak np. parzydło leśne, lilia złotogłów, tojad dzióbaty.